# Culcas (Perú)
Culcas es un caserío peruano ubicado en el distrito de Frías, perteneciente a la provincia de Ayabaca del departamento de Piura, al norte del Perú.

## Ubicación
Culcas se ubica al sur de la provincia de Ayabaca, en el distrito de Frías, en el departamento de Piura.

## Demografía
En 2017 Culcas tenía una población de 80 habitantes.
| Gráfica de evolución demográfica de Culcas entre 1993 y 2017 |
|                                                              |
| Fuentes: Población 1993 y 2017                               |